# Lalyta Almirón
Lalí Delfina «Lalyta» Almirón (Junín, provincia de Buenos Aires, 29 de septiembre de 1914-Rosario, 13 de mayo de 1997) fue una guitarrista clásica, compositora y docente argentina.

## Biografía
Nació en Junín, provincia de Buenos Aires. Fue la cuarta de los cinco hijos que tuvo el matrimonio formado por Bautista Almirón y Julia Venecio. Don Bautista fue un reconocido guitarrista y maestro, que se había perfeccionado con Domingo Prat, difusor de la escuela de Tárrega en Argentina. Fue el maestro de Atahualpa Yupanqui, quien lo recuerda en su libro “El canto del viento”.
En 1919 la familia se trasladó a Rosario, provincia de Santa Fe, donde Bautista abre una Academia de Guitarra, que luego continuó Lalyta. En esta ciudad vivió y tuvo centro su actividad musical, hasta su muerte.
En el año 1923, Agustín Pío Barrios pasa unos meses en Rosario, donde visita frecuentemente a la familia Almirón. Lalyta aprende varias obras de este compositor paraguayo y ya en el año 1924, incluye en sus programas las siguientes obras: Vals Nro4, Madrigal – Gavota, Trémolo y Allegro Sinfónico.
Barrios le dedicó el Minueto en La mayor y también dedicó Aire de Zamba a Elvira, una de las hermanas de Lalyta.
Estudió armonía y composición con el maestro Berrini en Rosario y más tarde completó su formación musical con clases de análisis e interpretación musical en la ciudad de Buenos Aires.
Tuvo una estrecha relación de amistad con María Luisa Anido, quien le dedicó su obra Boceto indígena
Falleció en Rosario, en el año 1997.

## Conciertos
Lalyta comenzó sus estudios bajo la guía de su padre a los 6 años. Dio su primer concierto un día antes de cumplir los 7 años, en el Hotel Savoy de Rosario, el 28 de septiembre de 1921. Fue considerada “niña prodigio” y recibió numerosos elogios.  Hizo su debut en la ciudad de Buenos Aires en la sala de conciertos “La Argentina” en 1924.
En el año 1931, a los 16 años de edad, realizó su primera gira por Europa, en compañía de su padre. Se presentó en diversas salas de España (Ateneo de Madrid, Sala Mozart y Teatro Poliorama de Barcelona), y en París (Sala Gaveau). Realizó también una serie de grabaciones para el sello Odeón, en Barcelona.  Se convirtió así en la primera guitarrista clásica argentina que realizó conciertos en ese continente durante el siglo XX.
Ofreció recitales en las principales salas de numerosas ciudades de la Argentina, entre las que pueden destacarse Bahía Blanca, Trelew, Salta, Tucumán, San Luis, Mar del Plata, Morón, Santa Fe, Rosario, Paraná, Córdoba y Río Cuarto.  En Bolivia se presentó en la ciudad de La Paz y en Uruguay actuó en varias oportunidades en el Teatro Solís y en el Auditorio del SODRE de Montevideo.
Participó en audiciones de las principales emisoras de radio y televisión de Buenos Aires, Rosario y Mar del Plata, en Radio Illimani de La Paz (Bolivia) y en Radio Catalana de Barcelona (España).
En el año 1950 presentó en la ciudad de Buenos Aires el “Concierto de Aranjuez” con la Orquesta de Cámara de Radio del Estado dirigida por el maestro Bruno Bandini, convirtiéndose así en el primer intérprete argentino de esta obra.
Estrenó dos conciertos para guitarra y orquesta de cuerdas de Antonio Vivaldi en LRA Radio Nacional, en el año 1958. También ejecutó el Concierto de Aranjuez y el Concierto en Re de Mario Castelnuovo Tedesco en las versiones para guitarra y piano.
En 1964 otra gira internacional la llevó a dar varios conciertos en Italia, con nuevos elogios de la crítica.
En la temporada 1968 del Teatro “El Círculo” de Rosario, actuó como solista del “Concierto de Aranjuez” con la Orquesta Sinfónica Provincial de Rosario dirigida por Olgerts Bistevins.
Brindó su último concierto en el año 1989, en la ciudad de Rosario.

## Docencia
Dictó regularmente clases en las ciudades de Rosario, Córdoba, Mar del Plata, Villa Constitución y San Nicolás.
Esta labor docente se complementó con la participación en diversas actividades de difusión de la guitarra: fue cofundadora de distintas asociaciones y sociedades de guitarristas   - como las de Rosario, Paraná, Mar del Plata y San Lorenzo- y fue jurado de diversos certámenes de guitarra y música.

## Composiciones
Fue autora de obras originales para guitarra, entre las que pueden mencionarse varios Preludios, Nocturnos e Impromptus, y un Concierto para guitarra y orquesta de cuerdas, que estrenó en 1951, en la Ciudad de Buenos Aires con la Orquesta de Cámara de Radio del Estado dirigida por el maestro Bruno Bandini.
Realizó numerosas transcripciones para la guitarra, entre ellas una Romanza sin Palabras de Félix Mendelssohn, que fue editada por Ricordi.

## Distinciones
El Consejo Municipal de la Ciudad de Rosario, por Decreto 23.704 aprobado el 27/05/04  declaró "Música Distinguida" -post mortem- a la concertista de guitarra y docente Lali Delfina "Lalyta" Almirón.